# Najady
Najady (gr. Ναϊάδες Naïádes, łac. Naiades) – w mitologii greckiej nimfy wód lądowych: wodospadów, potoków, strumieni, źródeł rzek, jezior.

## Najbardziej znane najady
- Abarbarea
- Aretuza
- Kreuza
- Periboja
- Salmakis
- Stilbe